# گنو شوگی
گنو شوگی (GNU Shogi) یک نرم‌افزار آزاد برای بازی شوگی است. گرچه این نرم‌افزار بر مبنای اسکی است، اما معمولاً با رابط XShogi استفاده می‌شود.